# Giorgio di Sassonia-Meiningen
Giorgio di Sassonia-Meiningen (Kassel, 11 ottobre 1892 – Čerepovec, 6 gennaio 1946) è stato il capo della casa di Sassonia-Meiningen dal 1941 fino alla sua morte.

## Biografia
Era il figlio maggiore di Federico Giovanni di Sassonia-Meiningen (1861-1914) e della contessa Adelaide di Lippe-Biesterfeld (1870-1948). Suo padre era un figlio di Giorgio II, duca di Sassonia-Meiningen e sua madre era una figlia del conte Ernesto Casimiro di Lippe-Biesterfeld. Giorgio studiò giurisprudenza presso le Università di Monaco di Baviera e di Jena.
Giorgio interruppe gli studi per combattere nella prima guerra mondiale come capitano di un reggimento di cavalleria. Suo zio Bernardo III abdicò il 10 novembre 1918 in seguito alla rivoluzione tedesca, e le monarchie tedeschi vennero abolite. Dopo la guerra riprese gli studi di legge e per un tempo fungeva da giudice supplente nella città di Hildburghausen nello Stato Libero di Turingia. Il 1º maggio 1933 si unì ai nazisti, diventando membro NSDAP # 2.594.794.
Dopo la morte di suo zio Ernesto, il 29 dicembre 1941, Giorgio divenne capo della casa di Sassonia-Meiningen e assunse il titolo di duca di Sassonia-Meiningen con il nome di Giorgio III.

## Morte
Giorgio morì in un campo di prigionia russo vicino a Čerepovec nel nord della Russia. Gli succedette l'unico figlio superstite, il principe Federico Alfredo che però rinunciò alla successione, una volta divenuto monaco nel 1953. Il titolo di pretendente al trono ducale a Bernardo, fratello minore di Giorgio.

## Matrimonio

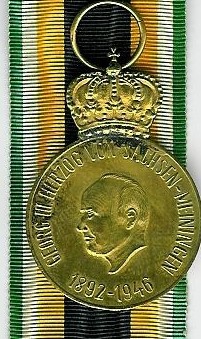

Il 22 febbraio 1919, Giorgio sposò a contessa Clara Maria di Korff genannt Schmising-Kerssenbrock (Darmstadt, 31 maggio 1895 - Högerhof bei Türnitz, Bassa Austria, 10 febbraio 1992). Ebbero quattro figli:
- Antonio Ulrico (23 dicembre 1919 - 20 maggio 1940), ucciso in azione all' Albert-sur-Somme durante la seconda guerra mondiale;
- Federico Alfredo (5 aprile 1921 - 18 settembre 1997), monaco certosino dal 1953;
- Maria Elisabetta (18 dicembre 1922 - 31 marzo 1923);
- Regina (6 gennaio 1925 - 3 febbraio 2010), sposò nel 1951 Otto d'Asburgo-Lorena.

## Ascendenza
|                                         |                             |                                        | Genitori                                 |  |  | Nonni |  |  | Bisnonni                          |  |  | Trisnonni                       |  |
|                                         |                             |                                        |                                          |  |  |       |  |  | Bernardo II di Sassonia-Meiningen |  |  | Giorgio I di Sassonia-Meiningen |  |
|                                         |                             |                                        |                                          |  |  |       |  |  | Bernardo II di Sassonia-Meiningen |  |  | Giorgio I di Sassonia-Meiningen |  |
|                                         |                             | Luisa Eleonora di Hohenlohe-Langenburg |                                          |  |  |       |  |  | Bernardo II di Sassonia-Meiningen |  |  |                                 |  |
| Giorgio II di Sassonia-Meiningen        |                             |                                        |                                          |  |  |       |  |  | Bernardo II di Sassonia-Meiningen |  |  |                                 |  |
|                                         |                             | Maria Federica d'Assia-Kassel          | Guglielmo II d'Assia                     |  |  |       |  |  |                                   |  |  |                                 |  |
|                                         |                             | Maria Federica d'Assia-Kassel          | Guglielmo II d'Assia                     |  |  |       |  |  |                                   |  |  |                                 |  |
|                                         |                             | Maria Federica d'Assia-Kassel          | Augusta di Prussia                       |  |  |       |  |  |                                   |  |  |                                 |  |
| Federico Giovanni di Sassonia-Meiningen |                             | Maria Federica d'Assia-Kassel          |                                          |  |  |       |  |  |                                   |  |  |                                 |  |
|                                         |                             | Ernesto I di Hohenlohe-Langenburg      | Carlo Ludovico I di Hohenlohe-Langenburg |  |  |       |  |  |                                   |  |  |                                 |  |
|                                         |                             | Ernesto I di Hohenlohe-Langenburg      | Carlo Ludovico I di Hohenlohe-Langenburg |  |  |       |  |  |                                   |  |  |                                 |  |
|                                         |                             | Ernesto I di Hohenlohe-Langenburg      | Amalia Enrichetta di Solms-Baruth        |  |  |       |  |  |                                   |  |  |                                 |  |
| Feodora di Hohenlohe-Langenburg         |                             | Ernesto I di Hohenlohe-Langenburg      |                                          |  |  |       |  |  |                                   |  |  |                                 |  |
|                                         |                             | Feodora di Leiningen                   | Emilio Carlo di Leiningen                |  |  |       |  |  |                                   |  |  |                                 |  |
|                                         |                             | Feodora di Leiningen                   | Emilio Carlo di Leiningen                |  |  |       |  |  |                                   |  |  |                                 |  |
|                                         |                             | Feodora di Leiningen                   | Vittoria di Sassonia-Coburgo-Saalfeld    |  |  |       |  |  |                                   |  |  |                                 |  |
| Giorgio di Sassonia-Meiningen           |                             | Feodora di Leiningen                   |                                          |  |  |       |  |  |                                   |  |  |                                 |  |
|                                         | Giulio di Lippe-Biesterfeld | Ernesto di Lippe-Biesterfeld           |                                          |  |  |       |  |  |                                   |  |  |                                 |  |
|                                         | Giulio di Lippe-Biesterfeld | Ernesto di Lippe-Biesterfeld           |                                          |  |  |       |  |  |                                   |  |  |                                 |  |
|                                         | Giulio di Lippe-Biesterfeld | Modeste von Unruh                      |                                          |  |  |       |  |  |                                   |  |  |                                 |  |
| Ernesto II di Lippe-Biesterfeld         | Giulio di Lippe-Biesterfeld |                                        |                                          |  |  |       |  |  |                                   |  |  |                                 |  |
|                                         |                             | Adelaide di Castell-Castell            | Federico Luigi di Castell-Castell        |  |  |       |  |  |                                   |  |  |                                 |  |
|                                         |                             | Adelaide di Castell-Castell            | Federico Luigi di Castell-Castell        |  |  |       |  |  |                                   |  |  |                                 |  |
|                                         |                             | Adelaide di Castell-Castell            | Emilia di Hohenlohe-Langenburg           |  |  |       |  |  |                                   |  |  |                                 |  |
| Adelaide di Lippe-Biesterfeld           |                             | Adelaide di Castell-Castell            |                                          |  |  |       |  |  |                                   |  |  |                                 |  |
|                                         |                             | Leopoldo Ottone di Wartensleben        | Cesare Alessandro of Wartensleben        |  |  |       |  |  |                                   |  |  |                                 |  |
|                                         |                             | Leopoldo Ottone di Wartensleben        | Cesare Alessandro of Wartensleben        |  |  |       |  |  |                                   |  |  |                                 |  |
|                                         |                             | Leopoldo Ottone di Wartensleben        | Friederike von Gfug                      |  |  |       |  |  |                                   |  |  |                                 |  |
| Carolina di Wartensleben                |                             | Leopoldo Ottone di Wartensleben        |                                          |  |  |       |  |  |                                   |  |  |                                 |  |
|                                         |                             | Matilde Halbach                        | Arnold Halbach                           |  |  |       |  |  |                                   |  |  |                                 |  |
|                                         |                             | Matilde Halbach                        | Arnold Halbach                           |  |  |       |  |  |                                   |  |  |                                 |  |
|                                         |                             | Matilde Halbach                        | Johanna Caroline Bohlen                  |  |  |       |  |  |                                   |  |  |                                 |  |
|                                         |                             | Matilde Halbach                        |                                          |  |  |       |  |  |                                   |  |  |                                 |  |